# Petrus von Blois
Petrus von Blois (lateinisch Petrus Blesensis), (* 1135; † 1211) war ein französischer Dichter und Diplomat.

## Leben
Er stammte aus einer bretonischen Adelsfamilie und studierte Philosophie, Rechtswissenschaft und Theologie in Frankreich und Italien. Als ausgezeichneter Kenner der antiken Autoren kann er als ein früher Vertreter des Humanismus gelten. Er studierte in Chartres, Tours und Paris in den 1140er Jahren, vermutlich unter Johannes von Salisbury. Für kurze Zeit studierte er in Bologna. Zwischen 1166 und 1168 unterrichtete er Wilhelm II. in Palermo. Um 1165 und ungefähr zwischen 1172 und 1174 diente er Rotrou de Beaumont, dem Erzbischof von Rouen, und von ungefähr 1174 bis 1209 den Erzbischöfen von Canterbury und 1201 bis 1202, Gerard von Rouen, dem Erzbischof von York. In den 1190er Jahren wurde er Priester und diente zwischen 1191 und 1195 Eleonore von Aquitanien. Zwischen 1176 und 1179 war er Kanoniker in Chartres, 1182 Erzdiakon in Bath und um 1200 Erzdiakon in London.
Wie sein jüngerer Bruder Wilhelm wählte er die geistliche Laufbahn, erreichte aber keine führende Stellung in der Hierarchie. Petrus von Blois war ein unruhiger Geist, er verbrachte einen großen Teil seines Lebens an den Herrscherhöfen in Sizilien und England als Sekretär, Kanzler und Erzieher.

## Werke
Besonders häufig gelesen wurden seine Briefe, deren Sammlung zwischen 1184 und 1205 mindestens in fünf Redaktionen zusammengestellt wurde und die in 300 Handschriften ganz oder teilweise überliefert sind. Daneben stehen Kreuzzugsschriften und Traktate gegen Juden und Ketzer. Nur in wenigen der über 500 Handschriften mit Werken des Petrus sind seine Ars dictandi und die Vita des Hl. Guthlac enthalten. Petrus von Blois verfasste auch Gedichte in der Art der Vagantenlyrik, von denen mehrere in die Sammlung Carmina Burana aufgenommen wurden.
- MS-B-204 - Ambrosius Mediolanensis. Petrus Blesensis. Johannes Gerson et alia (Theologische Sammelhandschrift). Tertiarerkonvent St. Janskamp, Vollenhove [um 1465-1470] (Digitalisat)
- Epistolae. Fratres vitae communis, Brüssel 1479 (Digitalisierte Ausgabe der Universitäts- und Landesbibliothek Düsseldorf)

### Editionen
- Migne, Patrologia latina 207 (Petrus Blesensis)
- R.B.C. Huygens, Dialogus inter regem Henricum secundum et abbatem Bonevallis, Revue Bénedictine 68, 1958, 87-112 = Serta I, 375-408
- The Later Letters of Peter of Blois, ed. E. Revell, 1993